# Hule Mesaljić
Husnija „Hule“ Mesaljić (* 22. Januar 1971 in Srebrenik, Bosnien-Herzegowina) ist ein bosnischer Turbofolksänger.

## Leben und Karriere
Husnija Mesaljić veröffentlichte 2001 sein erstes Album, mit dem er relativ wenig an Popularität gewann. Einen größeren Bekanntheitsgrad erreichte er allerdings bereits nach einem Jahr (hauptsächlich in Bosnien), als er das Album Nocna Dama veröffentlichte. Es folgten sechs weitere Alben, die Hule bei der in Bosnien tätigen Plattenfirma Renome d.o.o produzierte. In den Ländern Westbalkans ist er inzwischen sehr bekannt.
Seinen festen Wohnsitz hat er zurzeit in Graz.

## Diskografie

### Alben
- 2001: Istina
- 2002: Istine se ne bojim
- 2003: Tigrica (Tigerin)
- 2004: Žena (Frau)
- 2006: Zlatar (Goldschmied, Juwelier)
- 2008: Pobjednici istoriju pišu (Gewinner schreiben Geschichte)
- 2009: Za sve je praznik kriv (Für alles ist der Feiertag schuld)
- 2012: Žena s Tetovaže (Frau vom Tattoo)
- 2015: Kuća ljubavi
- 2016: Moja Djeca

### Live-Alben
- 2021: Kafansko veče

### Singles (Auswahl)
- 2002: Noćna Dama
- 2002: Pukni Čašo
- 2006: Neće Meni Drina Biti Kapija
- 2006: Zlatar
- 2012: Daleko je Sandžak moj (mit Kemal Malovčić)